# 澤村信英
澤村 信英 （さわむら のぶひで、1960年 - ）は、日本の教育社会学者。大阪大学大学院人間科学研究科教授。

## 人物・経歴
兵庫県神戸市生まれ。1978年滋賀県立膳所高等学校卒業。1982年愛媛大学理学部地球科学科卒業、青年海外協力隊員。1986年に愛媛大学大学院理学研究科修士課程を修了し、国際協力事業団に入る。1995年エディンバラ大学大学院アフリカ研究センター修士課程修了。1997年広島大学教育開発国際協力研究センター助教授。2004年広島大学教育開発国際協力研究センター准教授。2006年博士（人間科学）（大阪大学）。2009年大阪大学大学院人間科学研究科教授。専門はアフリカ教育開発論。

## 編著
- 『アフリカの開発と教育 : 人間の安全保障をめざす国際教育協力』明石書店 2003年
- 『教育開発国際協力研究の展開 : EFA(万人のための教育)達成に向けた実践と課題』明石書店 2008年
- 『ケニアの教育と開発 : アフリカ教育研究のダイナミズム』（内海成治と共編著）明石書店 2012年
- 『アフリカの生活世界と学校教育』明石書店 2014年
- 『発展途上国の困難な状況にある子どもの教育 : 難民・障害・貧困をめぐるフィールド研究』明石書店 2019年
- 『SDGs時代にみる教育の普遍化と格差  : 各国の事例と国際比較から読み解く』（小川未空, 坂上勝基と共編著）明石書店 2023年